# Ațintiș
Ațintiș (Cintos en hongrois, Zinzendorf en allemand) est une commune roumaine du județ de Mureș, dans la région historique de Transylvanie et dans la région de développement du Centre.

## Géographie
La commune d'Ațintiș est située dans le sud-ouest du județ, à la limite avec le județ d'Alba, sur la rive droite du Mureș, sur le Plateau de Târnava (Podișul Târnavelor), à 6 km au sud de Luduș et à 55 km au sud-ouest de Târgu Mureș, le chef-lieu du județ.
La municipalité est composée des six villages suivants (population en 2002) :
- Ațintiș (743), siège de la municipalité ;
- Botez (187) ;
- Cecălaca (450) ;
- Istihaza (213) ;
- Maldaoci (0) ;
- Sâniacob (38).

## Histoire
La première mention écrite du village date de 1357.
La commune d'Ațintiș a appartenu au royaume de Hongrie, puis à l'empire d'Autriche et à l'Empire austro-hongrois.
En 1876, lors de la réorganisation administrative de la Transylvanie, Ațintiș a été rattachée au comitat de Torda-Aranyos.
La commune d'Ațințis a rejoint la Roumanie en 1920, au Traité de Trianon, lors de la désagrégation de l'Autriche-Hongrie. Elle a été de nouveau occupée par la Hongrie de 1940 à 1944, période durant laquelle sa petite communauté juive fut exterminée par les Nazis. Elle est redevenue roumaine en 1945.

## Politique
Le Conseil Municipal d'Ațintiș compte 11 sièges de conseillers municipaux. À l'issue des élections municipales de juin 2008, Teodor Precup (P D-L) a été élu maire de la commune.
| Parti                                      | Nombre de conseillers |
| ------------------------------------------ | --------------------- |
| Parti démocrate-libéral (PD-L)             | 4                     |
| Parti national libéral (PNL)               | 2                     |
| Union démocrate magyare de Roumanie (UDMR) | 2                     |
| Parti social-démocrate (PSD)               | 2                     |
| Parti tsigane "Pro Europa"                 | 1                     |

## Religions
En 2002, la composition religieuse de la commune était la suivante :
- Chrétiens orthodoxes, 55,11 % ;
- Réformés, 30,10 % ;
- Catholiques grecs, 5,86 % ;
- Pentecôtistes, 3,00 % ;
- Adventistes du septième jour, 2,94 %.

## Démographie
En 1900, la commune comptait 1 702 Roumains (61,29 %) et 1 031 Hongrois (37,13 %).
En 1930, on recensait 1 887 Roumains (59,60 %), 1 145 Hongrois (36,17 %), 13 Juifs (0,4 %) et 112 Tsiganes (3,54 %).
En 2002, 1 039 Roumains (63,70 %) côtoient 532 Hongrois (32,61 %) et 60 Tsiganes (3,67 %).
| 1850  | 1880  | 1900  | 1910  | 1930  | 1956  | 1977  | 1992  | 2002  |
| ----- | ----- | ----- | ----- | ----- | ----- | ----- | ----- | ----- |
| 2 663 | 2 264 | 2 688 | 2 777 | 3 166 | 3 387 | 2 224 | 1 621 | 1 631 |

| 2007  | - | - | - | - | - | - | - | - |
| ----- | - | - | - | - | - | - | - | - |
| 1 675 | - | - | - | - | - | - | - | - |

## Économie
L'économie de la commune repose sur l'agriculture.

## Lieux et monuments
- Cecălaca, église St Nicolas (Sf. Nicolae) du XVIIIe siècle.